# A Heap of Broken Images
Albums de Blue Sky Black Death
Blue Sky Black Death presents: The Holocaust
(2006)
A Heap of Broken Images est le premier album studio de Blue Sky Black Death, sorti le 23 juin 2006.
Ce double album comprend un premier disque instrumental et un second sur lequel on retrouve des rappeurs tels que Jus Allah des Jedi Mind Tricks, Wise Intelligent des Poor Righteous Teachers, Sabac Red de Non Phixion, A-Plus et Pep Love des Hieroglyphics, Chief Kamachi d'Army of the Pharaohs, Guru de Gang Starr, Mike Ladd, Rob Sonic, Holocaust, Myka 9 de Freestyle Fellowship, Virtuoso et Awol One

## Liste des titres
| 1.  | Skies Open                                                                                  | | 4:33 |
| 2.  | Days Are Years (featuring Atiba Joshua Starr – basse)                                       | Make the Night a Little Longer des Shirelles | 6:02 |
| 3.  | Chloroform                                                                                  | | 3:34 |
| 4.  | Not Here (featuring Michael Matais – guitare)                                               | | 4:34 |
| 5.  | They Came Around                                                                            | Oh My God de A Tribe Called Quest featuring Busta Rhymes | 3:20 |
| 6.  | Dream of Dying (featuring Atiba Joshua Starr – basse)                                       | | 5:04 |
| 7.  | From Sun's Angle (featuring Allie Van Dyke – violoncelle et Nancy Kuo – violon)             | Heavenly Divine desJedi Mind Tricks Assassination Day de Ghostface Killah et Inspectah Deck featuring Masta Killa, RZA et Raekwon The Infamous Prelude de Mobb Deep | 3:33 |
| 8.  | Rap Creature Land                                                                           | | 3:34 |
| 9.  | Heroin for God                                                                              | | 4:33 |
| 10. | Guilty Ones                                                                                 | | 1:14 |
| 11. | The Dead Tree Gives No Shelter (featuring Mary Taggart – violoncelle et Nancy Kuo – violon) | | 2:39 |
| 12. | Still Asleep                                                                                | | 2:01 |

| 1.  | Engage My Words (featuring Jus Allah, Wise Intelligent et Sabac Red) |                                                                                        | 4:08 |
| 2.  | Street Legends (featuring A-Plus et Pep Love)                        | Get Down de Nas Mics of the Roundtable des Hieroglyphics See Delight des Hieroglyphics | 4:21 |
| 3.  | Floor Chalk (Best Reprise) (featuring Guru et Chief Kamachi)         | 1, 2 Pass It des D&D All-Stars                                                         | 3:33 |
| 4.  | Scriptures (featuring Lil' Sci)                                      |                                                                                        | 4:37 |
| 5.  | Long Division (featuring Rob Sonic et Mike Ladd)                     |                                                                                        | 6:41 |
| 6.  | I Catch Fire (featuring Holocaust)                                   |                                                                                        | 6:24 |
| 7.  | Grimey Styles (featuring Myka 9)                                     | No Speech de Guano Apes                                                                | 4:19 |
| 8.  | Brain Cells (featuring Virtuoso)                                     | 2 Cups of Blood des Gravediggaz                                                        | 4:09 |
| 9.  | Everything (featuring Awol One)                                      |                                                                                        | 6:01 |
| 10. | It Wasn't White                                                      |                                                                                        | 2:06 |